# Rayark
Rayark(중국어: 雷亞遊戲)는 2011년 9월 설립하여 2013년 타이베이 시 행정부에 등록 승인을 얻은 중화민국의 모바일 게임 회사이다. Cytus, Deemo 등의 게임을 개발하였다. 대한민국에서는 레이아크라는 발음이 있다.

## 개발 게임
- Cytus - 2012년 1월 12일 앱스토어에 처음 나왔다.[5]
  - CYTUS λ (사이터스 람다) - 소니 사의 플레이스테이션 모바일 버전으로 개발한 Cytus 시리즈 게임이다.[6]
- Mandora - 2012년 11월 23일 구글 플레이 스토어에 처음 나왔다.[7]
- Deemo - 2013년 11월 13일 애플 앱스토어에 처음 나왔고, 12월 26일 안드로이드 버전으로도 발매되었다.[8]
  - Deemo ~마지막 리사이틀~ - PS Vita 버전 Deemo 시리즈 게임이다.[9]
  - Deemo ~reborn~ - 2019년 11월 21일 발매된 PS4/PS VR 버전 게임이다.
- Implosion - 2015년 4월 9일 iOS 버전으로, 4월 26일 안드로이드 버전으로 발매되었다.[10]
- VOEZ - 2016년 5월 26일 iOS 버전으로, 6월 2일 안드로이드 버전으로 발매되었다.
- Cytus II - 2018년 1월 18일 앱스토어에 처음 나왔다.[11]
- Sdorica - 2018년 4월 19일 앱스토어와 구글 플레이에서 동시 발매되었다.[12]
- MO Astray - 2019년 Steam에서 발매되었다.
- Soul of Eden
- Deemo II

### 개발중
- Project Symphony

## 책
- Deemo -Last Dream-
- Sdorica -Before Sunset-
- Sdorica -After Sunset-